# فرودگاه ریوز
 فرودگاه ریوز (به انگلیسی: Reeves Airport) یک فرودگاه همگانی بهره‌برداری هوایی است که یک باند فرود آسفالت دارد و طول باند آن ۹۷۷ متر است. این فرودگاه در کشور ایالات متحده آمریکا قرار دارد و در ارتفاع ۹۹ متری از سطح دریا واقع شده است.